# Iwanisino
Iwanisino (ros. Иванисино) – przystanek kolejowy w opuszczonej miejscowości Budka żeleznoj dorogi 25 km, w rejonie safonowskim, w obwodzie smoleńskim, w Rosji. Położony jest na linii Durowo – Władimirskij Tupik.
Dawniej nosił nazwę 25 km.